# 5 de 8

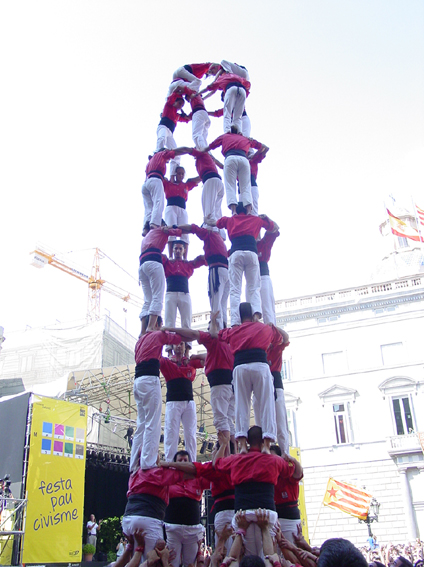
Primer 5 de 8 descarregat pels Castellers de Barcelona a la Diada de la Mercè de l'any 2003.

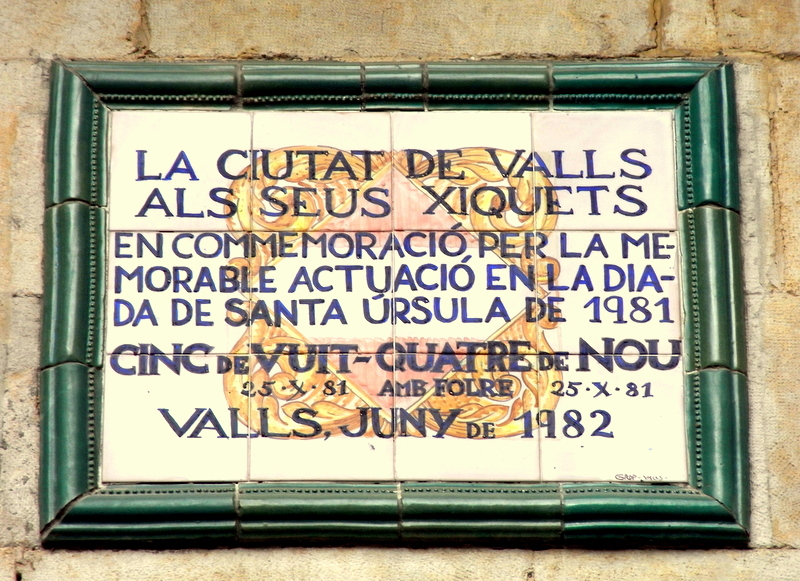
Placa commemorativa del primer 5 de 8 descarregat del, inaugurada el juny de 1982 a la plaça del Blat.

El 5 de 8 és un castell de 8 pisos d'alçada i 5 persones per pis. Rep popularment el nom de Catedral dels castells per les seves dimensions. S'estructura de manera composta, amb un tres i una torre (o dos) que s'agafa a la rengla del tres, sobre el que es troben dues parelles de dosos i dos aixecadors. L'enxaneta en canvi és únic i ha de traspassar els dos poms de dalt de manera consecutiva amb dues aletes (primer es carrega el tres i després la torre). El castell només es considera carregat si l'enxaneta ha fet l'aleta a la torre.
Juntament amb el 4 de 9 amb folre i el 3 de 9 amb folre, el 5 de 8 conforma una actuació simbòlicament important, que rep el nom de "tripleta màgica" o senzillament "tripleta", per la seva dificultat.

## Història
El 5 de 8 és un castell que ja s'havia assolit al segle xix per les colles de Xiquets de Valls. El primer de la història es documenta l'any 1853 a Torredembarra. El primer 5 de 8 carregat del segle xx va ser obra de la Colla Vella dels Xiquets de Valls el 12 d'octubre del 1969. Aquest castell, en aquell moment considerat llegendari, es produí en el context de la lluita per la supremacia castellera entre la Colla Vella de Valls i els Nens del Vendrell. Aquell any, la Colla Vella de Valls estava integrada per 108 castellers i 17 simpatitzants, i per fer aquesta castell es va assajar només el 5 de 6 net. L'aixecador dels dos pilars d'aquest primer 5 de 8 va posar el peu damunt la faixa del dos, i l'enxaneta va haver de posar el peu damunt la cuixa de l'aixecador. Aquesta irregularitat, que no invalida el castell segons els experts, va provocar que uns anys després, per Santa Úrsula de 1978, el cap de colla de la Colla Joves dels Xiquets de Valls, Jordi Crusells, proclamés que ells havien carregat la primera Catedral del segle. Cronistes castellers com Xavier Brotons han considerat que aquest 5 de 8 de l'any 1969 va ser determinant per a la posterior bonança del món casteller. De tota manera també el tornaren a carregar aquesta vegada sense massa polèmica per Santa Úrsula del mateix any.
L'agrupació rosada no el tornaria a provar fins al concurs del 72, on a últim moment realitzaren un gran intent que els hagués pogut servir per adjudicar-se la victòria. També el provaren el 75. Pel que fa als Nens el portaren a plaça el 72 i 75, sent l'únic castell de l'època que no poderen assolir.
La Joves fou la responsable de recuperar el castell que carregà com hem dit el 78, i repetí el 79 i també el 80 on li serví per adjudicar-se aquell concurs. El primer 5 de 8 descarregat del segle xx també fou obra de la Colla Joves dels Xiquets de Valls, que l'assoliren el 25 d'octubre de 1981 en una històrica Diada de Santa Úrsula, en què la Colla Vella assolí el primer 4 de 9 amb folre del segle. L'agrupació mantingué la sort amb l'estructura descarregant-lo altra vegada per Santa Úrsula 82 i 83, i a la Bisbal el 84.
Després de carregar el 5 de 8 l'any 1969 la Colla Vella dels Xiquets de Valls trigà 15 anys a poder descarregar-lo, només l'havia tornat a carregar per Santa Úrsula del 80, mentre que assolí descarregar-lo el 30 d'agost de 1984 a Vilafranca del Penedès. Els Castellers de Vilafranca el carregaren i descarregaren per primera vegada el 30 d'agost de 1985. Pel que fa als Minyons fou a la seva Diada del 1987. En qualsevol cas malgrat que en aquell moment es millorà l'èxit en aquest castell es mostrà feréstec fins a mitjans dels anys noranta.
El 22 de juliol del 2012, en la diada de les Santes de Mataró, els Castellers de Sabadell van fer el primer intent a plaça d'aquest castell i es van convertir en la dotzena colla que el carrega. L'11 de novembre del 2012, els Castellers de la Vila de Gràcia es convertirien en la tretzena colla en fer-ho, carregant-lo durant la XXI Diada dels Xics de Granollers. Per la Diada de Sant Narcís del 2014, els Marrecs de Salt van carregar-lo el primer cop que el duien a plaça, i és la quinzena colla a assolir la Catedral.

## Colles

### Assolit
Actualment hi ha 20 colles castelleres que han descarregat el 5 de 8. La taula següent mostra la data, diada i plaça en què les colles el carregaren i/o descarregaren per primera vegada en el segle XX o XXI:
| Núm. | Colla                              | Carregat               | Diada                                 | Plaça                                      | Descarregat            | Diada                                              | Plaça                                    |
| ---- | ---------------------------------- | ---------------------- | ------------------------------------- | ------------------------------------------ | ---------------------- | -------------------------------------------------- | ---------------------------------------- |
| 1    | Colla Vella dels Xiquets de Valls  | 12 d'octubre de 1969   | Festa del Pilar                       | Valls                                      | 30 d'agost de 1984     | Diada de Sant Fèlix                                | Plaça de la Vila, Vilafranca del Penedès |
| 2    | Colla Joves Xiquets de Valls       | 22 d'octubre de 1978   | Diada de Santa Úrsula                 | Plaça del Blat, Valls                      | 25 d'octubre de 1981   | Diada de Santa Úrsula                              | Plaça del Blat, Valls                    |
| 3    | Castellers de Vilafranca           | 30 d'agost de 1985     | Diada de Sant Fèlix                   | Plaça de la Vila, Vilafranca del Penedès   | 30 d'agost de 1985     | Diada de Sant Fèlix                                | Plaça de la Vila, Vilafranca del Penedès |
| 4    | Minyons de Terrassa                | 15 de novembre de 1987 | IX Diada dels Minyons de Terrassa     | Raval de Montserrat, Terrassa              | 15 de novembre de 1987 | IX Diada dels Minyons de Terrassa                  | Raval de Montserrat, Terrassa            |
| 5    | Colla Jove Xiquets de Tarragona    | 26 de setembre de 1993 | Diada de Santa Tecla                  | Plaça de la Font, Tarragona                | 26 de setembre de 1993 | Diada de Santa Tecla                               | Plaça de la Font, Tarragona              |
| 6    | Castellers de Barcelona            | 5 de novembre de 1995  | Diada dels Castellers de Cornellà     | Plaça de l'Església, Cornellà de Llobregat | 21 de setembre de 2003 | Diada de la Mercè                                  | Plaça de Sant Jaume, Barcelona           |
| 7    | Xiquets de Reus                    | 3 de novembre de 1996  | Diada dels Xiquets de Reus            | Plaça del Mercadal, Reus                   | 3 de novembre de 2012  | XXXI Diada dels Xiquets de Reus                    | Plaça del Mercadal, Reus                 |
| 8    | Bordegassos de Vilanova            | 29 de novembre de 1998 | Diada dels Bordegassos de Vilanova    | Vilanova i la Geltrú                       | 29 de novembre de 1998 | Diada dels Bordegassos de Vilanova                 | Vilanova i la Geltrú                     |
| 9    | Xiquets de Tarragona               | 17 de juliol de 1999   | Festa Major de La Riera de Gaià       | La Riera de Gaià                           | 19 d'agost de 1999     | Diada de Sant Magí                                 | Plaça de les Cols, Tarragona             |
| 10   | Capgrossos de Mataró               | 4 de novembre de 2001  | Diada dels Capgrossos de Mataró       | Plaça de Santa Anna, Mataró                | 29 de setembre de 2002 | Fires de Sant Miquel                               | Plaça de la Paeria, Lleida               |
| 11   | Castellers de Sants                | 18 d'octubre de 2009   | XVIII Diada dels Castellers de Sants  | Plaça de Bonet i Muixí, Sants, Barcelona   | 24 d'octubre de 2009   | XVI Diada de la Colla Jove de Castellers de Sitges | Plaça del Cap de la Vila, Sitges         |
| 12   | Castellers de Sabadell             | 22 de juliol de 2012   | Diada de les Santes                   | Plaça de Santa Anna, Mataró                | 9 de setembre de 2012  | Festa Major de Sabadell                            | Plaça de Sant Roc, Sabadell              |
| 13   | Castellers de la Vila de Gràcia    | 11 de desembre de 2012 | XXI Diada dels Xics de Granollers     | Plaça de la Porxada, Granollers            | 22 de juny de 2013     | Diada de Sant Pere Reus                            | Plaça del Mercadal, Reus                 |
| 14   | Xicots de Vilafranca               | 27 d'octubre de 2013   | Diada de la Roser                     | Plaça de la Vila, Vilafranca del Penedès   | 4 d'octubre de 2015    | Diada 40è Aniversasi dels Nois de la Torre         | Plaça de la Vila, Torredembarra          |
| 15   | Marrecs de Salt                    | 26 d'octubre de 2014   | Diada de Sant Narcís                  | Plaça del Vi, Girona                       | 26 de juliol de 2015   | Diada de Sant Jaume                                | Plaça Lluís Companys, Salt               |
| 16   | Nens del Vendrell                  | 26 de juliol de 2015   | Diada de Santa Anna                   | Plaça Vella, El Vendrell                   | 26 de juliol de 2015   | Diada de Santa Anna                                | Plaça Vella, El Vendrell                 |
| 17   | Castellers de Sant Cugat           | 15 de novembre de 2015 | Diada dels Castellers de Sant Cugat   | Plaça d'Octavià, Sant Cugat del Vallès     | 15 de novembre de 2015 | Diada dels Castellers de Sant Cugat                | Plaça d'Octavià, Sant Cugat del Vallès   |
| 18   | Moixiganguers d'Igualada           | 28 d'octubre de 2017   | Diada dels Moixiganguers              | Plaça Pius XII, Igualada                   | 28 d'octubre de 2017   | Diada dels Moixiganguers                           | Plaça Pius XII, Igualada                 |
| 19   | Sagals d'Osona                     | 5 de novembre de 2017  | Diada dels Sagals                     | Plaça de la catedral, Vic                  | 5 de novembre de 2017  | Diada dels Sagals                                  | Plaça de la catedral, Vic                |
| 20   | Castellers de Sant Pere i Sant Pau | 5 d'octubre de 2024    | XXIX Concurs de castells de Tarragona | Tarraco Arena Plaça, Tarragona             | 5 d'octubre de 2024    | XXIX Concurs de castells de Tarragona              | Tarraco Arena Plaça, Tarragona           |

### No assolit
Actualment hi ha 1 colla castellera que ha intentat el 5 de 8, és a dir, que l'ha assajat i portat a plaça però que no l'ha carregat mai. La taula següent mostra la data, diada i plaça en què la colla l'intentaren per primera vegada:
| Núm. | Colla              | Data                  | Diada                               | Plaça                           |
| ---- | ------------------ | --------------------- | ----------------------------------- | ------------------------------- |
| 1    | Xics de Granollers | 8 de novembre de 2014 | XXIII Diada dels Xics de Granollers | Plaça de la Porxada, Granollers |

## Estadística
| Resultat              |
| --------------------- |
| Descarregat (D)       |
| Carregat (C)          |
| Intent (I)            |
| Intent desmuntat (ID) |

Actualitzat el 31 de desembre de 2024
Llegenda
Assolit: descarregat + carregat
No assolit: intent + intent desmuntat
Caigudes: carregat + intent

### Nombre de vegades
Fins a l'actualitat, i en l'era moderna, s'han fet més d'un miler temptatives d'aquest castell entre 21 colles diferents. A continuació hi ha les seves dades estadístiques.

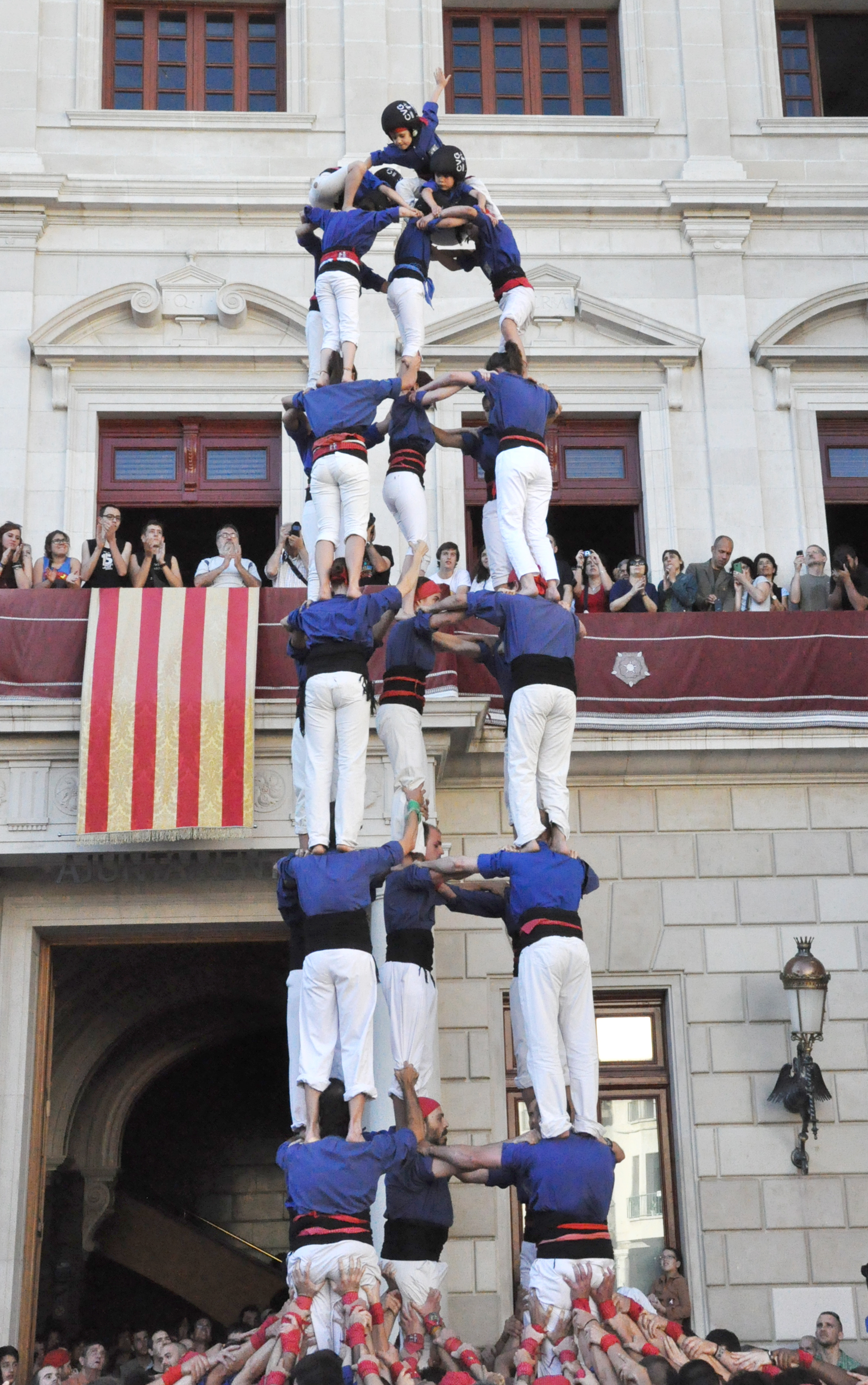
5 de 8 dels Castellers de la Vila de Gràcia.

| Colla                              | Resultats globals | Resultats globals | Resultats globals | Resultats globals | Total | Resultats parcials | Resultats parcials | Resultats parcials |
| Colla                              | D                 | C                 | I                 | ID                | Total | Assolit            | No assolit         | Caigudes           |
| ---------------------------------- | ----------------- | ----------------- | ----------------- | ----------------- | ----- | ------------------ | ------------------ | ------------------ |
| Colla Vella dels Xiquets de Valls  | 299               | 11                | 18                | 3                 | 331   | 310                | 21                 | 29                 |
| Minyons de Terrassa                | 288               | 5                 | 6                 | 2                 | 301   | 293                | 8                  | 11                 |
| Colla Jove Xiquets de Tarragona    | 217               | 16                | 10                | 5                 | 248   | 233                | 15                 | 26                 |
| Colla Joves Xiquets de Valls       | 194               | 17                | 27                | 15                | 253   | 211                | 42                 | 44                 |
| Capgrossos de Mataró               | 120               | 5                 | 0                 | 4                 | 129   | 125                | 4                  | 5                  |
| Castellers de Vilafranca           | 103               | 11                | 6                 | 9                 | 129   | 114                | 15                 | 17                 |
| Xiquets de Tarragona               | 84                | 11                | 10                | 32                | 137   | 95                 | 42                 | 21                 |
| Castellers de Barcelona            | 65                | 7                 | 2                 | 8                 | 82    | 72                 | 10                 | 9                  |
| Castellers de Sants                | 59                | 1                 | 0                 | 5                 | 65    | 60                 | 5                  | 1                  |
| Xiquets de Reus                    | 39                | 3                 | 0                 | 3                 | 45    | 42                 | 3                  | 3                  |
| Castellers de la Vila de Gràcia    | 28                | 3                 | 0                 | 4                 | 35    | 31                 | 4                  | 3                  |
| Castellers de Sabadell             | 23                | 1                 | 1                 | 2                 | 27    | 24                 | 3                  | 2                  |
| Marrecs de Salt                    | 18                | 2                 | 0                 | 0                 | 20    | 20                 | 0                  | 2                  |
| Moixiganguers d'Igualada           | 18                | 0                 | 0                 | 1                 | 19    | 18                 | 1                  | 0                  |
| Nens del Vendrell                  | 13                | 0                 | 2                 | 2                 | 17    | 13                 | 4                  | 2                  |
| Castellers de Sant Cugat           | 11                | 3                 | 0                 | 4                 | 18    | 14                 | 4                  | 3                  |
| Bordegassos de Vilanova            | 6                 | 2                 | 2                 | 2                 | 12    | 8                  | 4                  | 4                  |
| Xicots de Vilafranca               | 3                 | 3                 | 3                 | 3                 | 12    | 6                  | 6                  | 6                  |
| Sagals d'Osona                     | 1                 | 0                 | 0                 | 1                 | 2     | 1                  | 1                  | 0                  |
| Castellers de Sant Pere i Sant Pau | 1                 | 0                 | 0                 | 0                 | 1     | 1                  | 0                  | 0                  |
| Xics de Granollers                 | 0                 | 0                 | 1                 | 2                 | 3     | 0                  | 3                  | 1                  |
| Total                              | 1590              | 101               | 88                | 107               | 1886  | 1691               | 195                | 189                |
| Percentatges                       | 84%               | 5%                | 5%                | 6%                | 100%  | 90%                | 10%                | 10%                |